# Obscure Sphinx
Obscure Sphinx – polska grupa muzyczna wykonująca post-metal. Powstała w 2008 roku w Warszawie z inicjatywy gitarzysty Bartosza Badacza i perkusisty Mateusza „Werbla” Badacza. Niedługo potem do zespołu dołączył basista Michał „Blady” Rejman, a po wydaniu pierwszego materiału demo pt. Blinded By The Light – drugi gitarzysta Tomasz „Yony” Jońca, związany poprzednio z Rootwater i wokalistka Zofia „Wielebna” Fraś. W początkowej fazie istnienia zespół skupiony był na graniu koncertów – brał udział w drugiej części polskiej trasy zespołu Tides From Nebula oraz Affliction Tour 2011 grupy Blindead.
Debiutancka płyta zespołu pt. Anaesthetic Inhalation Ritual miała swoją premierę 15 kwietnia 2011. Nagrana została na przełomie 2010 i 2011 roku w Sounddivision Studio oraz w Progresja Studio, a realizacją nagrań zajął się Kuba Mańkowski z Sounds Great Promotion Studio. Pod koniec 2011 roku z zespołu odszedł gitarzysta Bartosz Badacz, a na jego miejsce przyjęty został Aleksander „Olo” Łukomski.
W 2013 światło ukazał się drugi długogrający album grupy – Void Mother, promowany przez zespół na trasie Czarna Polska Jesień 2013. Obscure Sphinx wystąpił na niej wraz z zespołem Thaw w roli supportu zespołu Behemoth.

## Muzycy
| Obecny skład zespołu - Michał „Blady” Rejman – gitara basowa (od 2008) - Zofia „Wielebna” Fraś – wokal prowadzący, sample (od 2009) - Aleksander „Olo” Łukomski – gitara, wokal wspierający (od 2011) |  | Byli członkowie zespołu - Tomasz „Yony” Jońca – gitara (2009–2017) - Mateusz „Werbel” Badacz – perkusja (2008–2016) - Bartosz Badacz – gitara (2008–2011) Muzycy koncertowi - Paweł „Pavulon” Jaroszewicz – perkusja (2014) |

## Dyskografia
Albumy studyjne
- Anaesthetic Inhalation Ritual  (2011)[7]
- Void Mother (2013)[8]
- Epitaphs (2016)[13]

Dema
- Blinded By The Light (2009)[3]
- Part Of Unexisting Space (2009)[14]

## Teledyski
- „Lunar Caustic” (2013, reżyseria: Aleksander Łukomski)[15]